# Helmut Elfenkämper
Helmut Elfenkämper (* 29. Dezember 1947 in Rheine) ist ein deutscher Diplomat.

## Leben
Nach dem Abitur studierte Elfenkämper von 1967 bis 1974 Rechtswissenschaften, Geschichte, französische Sprache und Literatur und trat anschließend 1975 in den Auswärtigen Dienst ein. Nach Abschluss der Attachéausbildung war er zwischen 1977 und 1980 Zweiter Sekretär in der Wirtschaftsabteilung an der Botschaft in Polen und anschließend 1. Sekretär an der Ständigen Vertretung bei den Vereinten Nationen in New York City. Anschließend folgte von 1983 bis 1986 eine Verwendung im Referat für die Konferenz über Sicherheit und Zusammenarbeit in Europa (KSZE) im Auswärtigen Amt sowie danach als Austauschbeamter im Außenministerium Frankreichs Rahmen des deutsch-französischen Beamtenaustauschs.
Nach Beendigung des Austauschs war Elfenkämper zwischen 1987 und 1990 Botschaftsrat der Politischen Abteilung an der Botschaft in Frankreich und danach stellvertretender Leiter des Referats für Mittel- und Osteuropa im Auswärtigen Amt, ehe er von 1993 bis 1997 Ständiger Vertreter des Botschafters in Portugal war.
Im Anschluss kehrte er ins Auswärtige Amt zurück und war dort bis 2000 stellvertretender Leiter des Planungsstabes sowie danach von 2000 bis 2005 Ständiger Vertreter des Botschafters in Frankreich. Daraufhin war er zwischen 2005 und 2009 Botschafter in der Tschechischen Republik.
Vom 15. September 2009 bis zum 31. Oktober 2013 war Helmut Elfenkämper Botschafter der Bundesrepublik Deutschland in Portugal. Sein Nachfolger wurde Ulrich Brandenburg.
| Vorgänger              | Amt                                                              | Nachfolger         |
| ---------------------- | ---------------------------------------------------------------- | ------------------ |
| Michael Libal          | Botschafter der Bundesrepublik Deutschland in Prag 2005–2009     | Johannes Haindl    |
| Joachim Broudré-Gröger | Botschafter der Bundesrepublik Deutschland in Lissabon 2009–2013 | Ulrich Brandenburg |

| Personendaten    | Personendaten                      |
| ---------------- | ---------------------------------- |
| NAME             | Elfenkämper, Helmut                |
| KURZBESCHREIBUNG | deutscher Diplomat und Botschafter |
| GEBURTSDATUM     | 29. Dezember 1947                  |
| GEBURTSORT       | Rheine                             |